# 七色十三階冠
七色十三階冠（ななしきじゅうさんかいかん）は、大化3年（647年）に制定された日本の冠位である。名称は『日本書紀』の「制七色一十三階之冠」という記述による。冠位十二階にあわせて冠位十三階、制定年をとって大化三年の冠位などとも呼ばれる。また、それぞれ「制」をつけて七色十三階冠制、冠位十三階制、大化三年の冠位制などともいう。以前の冠位十二階制を改め、648年4月1日から施行されたが、649年に下位を細分化した冠位十九階制に再改正された。
七色十三階冠では、従来の12階を6または7階に統合し、新たに上に6階を設けた。冠位の名称は冠の材質と色をもとにしたものとなり、これを各大小2つに分け、最下位に建武を加えた。すなわち、上位より大織・小織・大繡・小繡・大紫・小紫・大錦・小錦・大青・小青・大黒・小黒・建武である。十二階制の最高位である大徳に対応するのは、十三階制の7番目にあたる大錦である。新設の冠位のうち大紫・小紫はかつて十二階制に入れられなかった大臣の位にあたる。大織から小繡までは外国を意識して設けられたもので、制定当初には該当者がいなかった。小錦から小黒までの割り当てについては、2つの説が対立している。
冠位の名称の由来となる位冠は年数回の特別な儀式で着用し、ふだんは位の区別がない鐙冠という頂が丸く黒い冠を着けていた。位冠の位の違いは、まず本体の色と材質で示され、さらに縁の色や素材で大・小を区別した。

## 改正の要点: 織冠・繡冠・紫冠の設置
改正の最大のポイントは、十二階の上に、大織から小紫までの新しい冠位を置いたことである。以前の十二階制は当時権力を握っていた蘇我氏の本宗家、蘇我蝦夷・蘇我入鹿を含んでいなかったと考えられている。蝦夷は子の入鹿に紫冠を授けており、天皇から冠を授かった他の臣下とは別格であった。乙巳の変で二人を倒した後、この七色十三階冠制によって、臣下がすべて天皇から冠位を授かってその地位を認められることになった。新設の大紫・小紫が、蘇我氏本宗が用いた紫冠を引き継ぐ冠位である。実質1年で改正された十三階制では授位の例がないが、冠位十九階以後の例では、大紫と小紫は大臣や一部の皇族、または皇族から臣下になって間もない人が任命された。
更に、七色十三階冠制では大紫・小紫の上に4つの冠位が置かれた。これらの冠位も十三階制では授位の例がなく、その後でも、大繡に巨勢徳多、織冠（大織または小織）に扶余豊璋、大織に藤原鎌足が任命されただけである。空白の4階を設けた理由は不明だが、唐の官品が最上位を欠く状態にしたことに倣ったのではないかとする推測がある。唐では三師（太師・太傅・太保）・三公（太尉・司徒・司空）と王の爵が正一品で、通常の官は正二品の尚書令からはじまる。そして三師・三公は特別立派な人が出現したときにだけ任命する官で、死後の贈官を除けば任命されず、通常は空いていた。これにならい、大織は唐の最上位にあてる心づもりで設けたのではないかという。
やはり唐の官品制にあわせ、外国の王・王族に与えるために用意したのではないかという説もある。高句麗・百済・新羅の王は唐によって遼東郡・帯方郡・楽浪郡の王や公に冊封されたが、それは正二品から従一品にあたった。これにならい、朝鮮三国の王に擬する冠位として大織・小織を用意したという。新羅・百済の王に対して日本を一段優越した地位に位置づけようとする伝統的な外交方針にもとづくものだが、両国の王が日本の冠位を受けるはずはなかった。ただ一度、百済が滅亡したとき、日本から兵力を付けて送り出した百済王豊璋に織冠を授けたが、この企図は白村江の戦いで敗れて終わった。同趣旨だが、新羅の官位への対抗として用意したという説もある。

## 古冠の廃止
『日本書紀』によれば、大化4年（648年）に古冠が廃止されたが、左右大臣はなお古冠を着けた。この古冠は冠位十二階制のもので、新しい冠の着用、または着用準備としての措置と推定される。
大臣が古冠のままだった理由としては、両人が新冠位制に含められるのを嫌ったためとされる。大臣が冠位十二階の外にあった時代には、大臣の地位は功績による昇進の対象外にあり、世襲されることを意味していた。蘇我蝦夷・入鹿の跡を襲った蘇我倉山田石川麻呂・阿倍内麻呂両人は、自らの大臣位もそのようなものと了解していたため、新冠位制を拒否したと言われる。
なお古冠を着けたという記述から拒否の意を読み取らず、十二階制の外にあった大臣の紫冠がそのまま新しい大紫・小紫の紫冠に引き継がれたために取り替えなかったことを記したのだとする説もある。

## 冠服と着用場面

### 冠
|    | 名称 | 冠の素材                 | 服の色 |
| -- | ---- | ------------------------ | ------ |
| 1  | 大織 | 織（繡の縁）             | 深紫   |
| 2  | 小織 | 織（繡の縁）             | 深紫   |
| 3  | 大繡 | 繡（繡の縁）             | 深紫   |
| 4  | 小繡 | 繡（繡の縁）             | 深紫   |
| 5  | 大紫 | 紫（織の縁）             | 浅紫   |
| 6  | 小紫 | 紫（織の縁）             | 浅紫   |
| 7  | 大錦 | 大伯仙錦（織の縁）       | 真緋   |
| 8  | 小錦 | 小伯仙錦（大伯仙錦の縁） | 真緋   |
| 9  | 大青 | 青絹（大伯仙錦の縁）     | 紺     |
| 10 | 小青 | 青絹（小伯仙錦の縁）     | 紺     |
| 11 | 大黒 | 黒絹（車形錦の縁）       | 緑     |
| 12 | 小黒 | 黒絹（菱形錦の縁）       | 緑     |
| 13 | 建武 | 黒絹（紺の縁）           | 不明   |

位を表す冠は、頂がとがった布製の冠本体に、布製の縁がめぐるもので、さらに金属製の鈿という飾りが付いた。背には漆羅を張り、形は蝉に似る。大織・小織の冠は織で作り、繡を冠の縁に付けた。大繡・小繡の冠は繡で作り、繡を縁に付けた。大紫・小紫の冠は紫で作り、織を縁につけた。大錦の冠は大伯仙の錦で作り、織を縁に付けた。小錦の冠は小伯仙の錦で作り、織を縁に付けた。大青の冠は青絹で作り、大伯仙の錦を縁に付けた。小青の冠は青絹で作り、小伯仙の錦を縁に付けた。大黒の冠には車形の錦を縁に付けた。小黒の冠には菱形の錦を縁に付けた。建武の冠は黒絹で作り、紺を縁に付けた。大黒・小黒の冠が何で作られたかは『日本書紀』に記されないが、建武と同じく黒絹であろう。小錦以上の鈿は金銀をまじえて作り、大青・小青の鈿は銀、大黒・小黒の鈿は銅で作り、建武には鈿が無かった。
錦は二色以上で織って模様を出した絹布で、大伯仙、小伯仙などはその模様の形である。大伯仙、小伯仙は、唐代の書『初学記』に錦の一種として見える大博山・小博山のことである。海中にあるという博山をかたどった文様で、大小の違いはその模様の大小である。車形、菱形は文字通りの形であろう。織冠・繡冠・錦冠の色が不明だが、後述のように大青・小青が同系色の紺を服色にしていること、冠位十二階で冠の色と服の色を同じにしていたことから、服とおおよそ同じ色と考えることもできる。もしこの推測が正しいなら、錦冠は赤を基調に他の色で模様を出したもの、そして織冠と繡冠は紫となろう。
位冠とは別に鐙冠という冠があり、黒絹で作った。形が壺鐙に似ているためこの名が付いたとされる。壺鐙は先が丸く閉じた円筒の形をしている。頂部がとがる蝉形の位冠は、鮮やかな色や模様を付け、縁と鈿の装飾がつき、儀式用にふさわしい。鐙冠は黒く頂部が丸い壺形で、特別な装飾がない地味なものであった。
以上が通説だが、書紀の記述順は位冠の色と縁を長く説明し、別に鐙冠があることを記した後、「その冠」が漆羅を張り、蝉の形で、鈿の形は金銀等であると述べている。通説は「その冠」を位冠とするが、文章的には鐙冠と解する余地がある。そうすると鈿を付けるのは鐙冠で、これが特別な儀式で用いられ、位冠は鈿を付けない日常の冠ということになる。

### 服
服の色は繡冠以上が深紫、紫冠が浅紫、錦冠が真緋、青冠が紺、黒冠が緑。建武の服色は不明である。
色を深と浅に分ける方法は、中国の服制では唐の上元元年（674年）8月が初見で、大化3年（647年）より27年下る。中国が日本を模倣したとは考えられない。また日本・中国とも、緑色を青（紺も青系の色である）の上に置く序列はあってもその逆は他に見当たらない。こうした点に疑問を持った内田正俊は、七色十三冠階の服色規定は後世に作られたと考え、冠位制と密着せず、紫冠以上、錦冠、青冠以下の三区分があったのではないかと推定している。

### 着用場面
通説では、色違いの位冠は大会、饗客、四月七月斎時という年数回の重要な儀式にだけ着け、ふだん朝廷では皆一様に黒い鐙冠を用いた。朝廷で常に位冠が着用され、儀式の際に髻花を付けて変化をつけた冠位十二階の時代とは異なっている。冠位が制定された当初は、新しく設けられた位を視覚的・即物的に表すために冠が必要とされたが、七色十三階冠の段階では冠に示さずとも政治生活が位に律されるようになったのではないかと言われる。朝廷における各人の場所を表示するための位牌が用いられはじめた可能性もある。
通説と異なり「その冠」を鐙冠と解釈する説では、位冠が日常用、鐙冠が儀式用であるから、上記の評価はあたらず、位冠の色の違いがふだんの朝廷での整列に活用されたことになる。

## 冠位の対照
| 冠位十二階 （武光・増田説） | 冠位十二階 （黛説） | 冠位十三階 | 冠位十九階 |
| --------------------------- | ------------------- | ---------- | ---------- |
|                             |                     | 大織       | 大織       |
| 小織                        | 小織                |            |            |
| 大繡                        | 大繡                |            |            |
| 小繡                        | 小繡                |            |            |
| 大紫                        | 大紫                |            |            |
| 小紫                        | 小紫                |            |            |
| 大徳                        | 大徳                | 大錦       | 大花上     |
| 大徳                        | 小徳                | 大錦       | 大花下     |
| 小徳                        | 大仁                | 小錦       | 小花上     |
| 小徳                        | 小仁                | 小錦       | 小花下     |
| 大仁                        | 大礼                | 大青       | 大山上     |
| 大仁                        | 小礼                | 大青       | 大山下     |
| 小仁                        | 大信                | 小青       | 小山上     |
| 小仁                        | 小信                | 小青       | 小山下     |
| 大礼                        | 大義                | 大黒       | 大乙上     |
| 小礼                        | 大義                | 大黒       | 大乙上     |
| 大信                        | 小義                | 大黒       | 大乙下     |
| 小信                        | 小義                | 大黒       | 大乙下     |
| 大義                        | 大智                | 小黒       | 小乙上     |
| 小義                        | 大智                | 小黒       | 小乙上     |
| 大智                        | 小智                | 小黒       | 小乙下     |
| 小智                        | 小智                | 小黒       | 小乙下     |
| -                           | -                   | 建武       | 立身       |

### 冠位十二階制との対応
冠位十二階との関係について、古くは、冠位十二階第1の大徳が七色十三階冠第1の大織に、第2の小徳が第2の小織にというように、十二階と十三階が一対一に対応し、建武が加わっただけだと長く考えられていた。しかし黛弘道の論文「冠位十二階考」が出た1959年以降、冠位十二階の第1が七色十三階冠の第7にあたるとする理解が定説になった。七色十三階冠の上の6階は冠位十二階に対応するものがない新設の冠位で、残る7階（あるいは建武を除く6階）が冠位十二階を引き継ぐものということになる。
小錦以下の冠位の対応については、有力な二説が対立している。一つは黛の説で、冠位十二階の2階を七色十三階冠の1階に配当する。整然としているが、冠位十二階の大仁であったのが、後に冠位十九階の大山下になった薬師恵日の扱いに難が指摘されている。黛説では恵日は降格されたことになるが、書紀には恵日の失脚を匂わす記述がない。黛説では、薬師恵日は史書にない何かの理由で位を下げられたと考えるか、恵日は生まれが特に卑かったための例外とみなす
もう一つの説は、小青まで一対一で対応させ、大黒・小黒に旧冠位を4つずつ統合したとする武光誠・増田美子の説である。増田説の根拠の一つはマエツキミ（大夫）層の対応にある。この時期の朝廷は重要問題を合議で決定しており、その合議に参与するものをマエツキミと呼んでいた。マエツキミは冠位十二階では大徳・小徳にあたると考えられ、ずっと下った天武天皇の時代には小錦以上が大夫であった。ならば小徳には小錦が対応することになる。また、1年前の大化2年（646年）に制定された墓制は、(1)小徳以上、(2)大仁・小仁、(3)大礼以下と三分されている。墓制にあらわれる徳と仁の間の大きな違いは、冠位制で大伯仙と小伯仙という文様の大きさの違いではなく、もっと目に見える錦冠と青冠の違いとして現われているともいう。さらにもう一つの傍証として、冠位十二階の色について有力な五行五色説によって大仁・小仁が青い冠としたとき、増田説なら七色十三階冠の大青・小青と符合し、七色十三階冠の大黒・小黒も冠位十二階の大智・小智の黒を継承したと説明できる。武光・増田説の難点は、下のほうの冠位をかなり強引に圧縮したと見える点にある。また、冠位制度の改正に、マエツキミ層の範囲を変える意味があったと考えることもできる。黛説支持の立場から、マエツキミの特別な職権が廃止された点に七色十三階冠制定の意義を見る論者もいる。

### 冠位十九階制との対応
冠位十九階との対応については右表が示す通りで異論がない。錦が花に、青が山に、そして黒が乙に名称変更となり、錦以下の6階が上下に細分されて6階を増し、19階になった。

## 七色十階冠制説
『日本書紀』の冠位記事はそれぞれの制定年に散らばっているが、形式が互いに似通って整然としている。坂本太郎は、これは書紀編者の手元に一つの冠位記録があり、その資料の文を年ごとに分割して収録したからだと1957年の論文「古代位階制二題」で推測し、この説が広く受け入れられている。坂本によれば、七色十三階冠制が冠と服飾の詳しい形式材料を載せるのに、続く十九階冠が簡略なのは、原史料で連続していたのを区切ったせいだという。
しかし押田佳周が述べるところでは、七色十三階冠の詳しさはむしろ他記事と異なるところで、ここだけ制定の月日が不明な点もあわせ、同じ資料からの抜粋とは考え難い。十三階制の前後では、その年に施行されていないはずの冠位で記される人が多い。七色十三階冠の原史料は他の冠位記事と異なり、かつ書紀編者がどの年に挿入すればよいか悩むような記録だったと考えられる。押田は、大化3年という年は誤りで、七色十階冠制として皇極天皇2年（643年）10月3日の議論で制定されたという説を唱えた。十階制に人々の反発があり、冠位十二階と並行使用されたため、人物記事の混乱が生まれたという。押田の説では織・繡・紫の3つが大小に分かれないため、10階になる。